# Syndyas polita
Syndyas polita är en tvåvingeart som beskrevs av Friedrich Hermann Loew 1861. Syndyas polita ingår i släktet Syndyas och familjen puckeldansflugor. Inga underarter finns listade i Catalogue of Life.